# غلوكوزيد

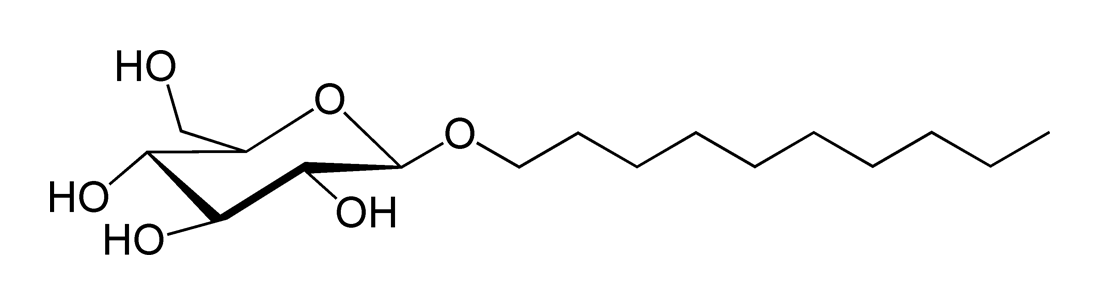
التركيب الكيميائي للديكيل غلوكوزيد المشتق من النباتات والذي يعمل كمفعل للسطوح.

الغلوكوسيد أو الغلوكوزيد (بالإنجليزية: Glucoside)‏ عبارة عن غليكوزيد مشتق من الغلوكوز. تنتشر الغلوكوزيدات في النباتات، ونادراً ما تتواجد في الحيوانات. إن ناتج حلمهة الغلوكوزيد بواسطة الطرق الكيميائية الصرفة، أو التحلل عن طريق التخمر بواسطة الانزيمات هو الغلوكوز.